# Gare de Céret
La gare de Céret est une gare ferroviaire française, fermée, de la ligne d'Elne à Arles-sur-Tech, située sur le territoire de la commune de Céret, dans le département des Pyrénées-Orientales, en région administrative Occitanie.
Elle est mise en service en 1889 par la Compagnie des chemins de fer du Midi et du Canal latéral à la Garonne et fermée au service des voyageurs en 1940 par la Société nationale des chemins de fer français (SNCF).

## Situation ferroviaire
Établie à 154 mètres d'altitude, la gare de Céret est située au point kilométrique (PK) 504,317 de la ligne d'Elne à Arles-sur-Tech entre les gares de Saint-Jean-Pla-de-Corts et d'Amélie-les-Bains.

## Histoire
Le 25 juillet 1889, le conseil municipal de Céret vote un crédit de 500 francs pour fêter l'inauguration de la gare. Le premier train entre en gare, le matin du 8 août. 
La gare de Céret est mise en service le 18 août par la Compagnie des chemins de fer du Midi et du Canal latéral à la Garonne, lorsqu'elle ouvre à l'exploitation les 24 km de la section d'Elne à Céret de sa ligne d'Elne à Arles-sur-Tech. Elle devient une gare de passage lors de l'ouverture des 11 km de la section suivante  de Céret à Arles-sur-Tech le 26 juin 1898.
Dans les années 1950, les installations de la gare comportent 6 voies et s'étendent sur 4 hectares.
En septembre 1986, un train a desservi exceptionnellement la gare de Céret.

## Patrimoine ferroviaire
Le bâtiment voyageurs d'origine de la gare est toujours présent en octobre 2018. Les bâtiments marchandises ont été reconverties en centre d'hébergement.